# Habrobracon ponticus
Habrobracon ponticus är en stekelart som först beskrevs av Vladimir Ivanovich Tobias 1986.  Habrobracon ponticus ingår i släktet Habrobracon och familjen bracksteklar. Inga underarter finns listade i Catalogue of Life.